# Settimana Internazionale di Coppi e Bartali 2023
La Settimana Internazionale di Coppi e Bartali 2023, trentottesima edizione della corsa e venticinquesima con questa denominazione, valevole come evento del circuito UCI Europe Tour 2023 categoria 2.1, si svolse dal 21 al 26 marzo 2023 su un percorso totale di 661,4 km, con partenza da Riccione e arrivo a Carpi, in Italia. La vittoria fu appannaggio dello svizzero Mauro Schmid, il quale completò il percorso in 16h19'55", alla media di 50,270 km/h, precedendo il britannico James Shaw e l'irlandese Ben Healy.
Sul traguardo di Carpi 120 ciclisti, su 154 partiti da Riccione, portarono a termine la competizione.

## Tappe
| Tappa  | Data     | Percorso                               | km    | Vincitore di tappa | Leader cl. generale |
| ------ | -------- | -------------------------------------- | ----- | ------------------ | ------------------- |
| 1ª     | 21 marzo | Riccione > Riccione                    | 161,8 | Rémi Cavagna       | Rémi Cavagna        |
| 2ª     | 22 marzo | Riccione > Longiano                    | 172,5 | Sean Quinn         | Mauro Schmid        |
| 3ª     | 23 marzo | Forlì > Forlì                          | 139,7 | Ben Healy          | Mauro Schmid        |
| 4ª     | 24 marzo | Fiorano Modenese > Fiorano Modenese    | 168,8 | Alexis Guérin      | Mauro Schmid        |
| 5ª     | 25 marzo | Carpi > Carpi (cronometro individuale) | 18,6  | Rémi Cavagna       | Mauro Schmid        |
| Totale | Totale   | Totale                                 | 661,4 |                    |                     |

## Squadre e corridori partecipanti
Al via sono presenti 23 formazioni.
| N.      | Cod. | Squadra                           |
| ------- | ---- | --------------------------------- |
| 1-7     | IGD  | Ineos Grenadiers                  |
| 11-17   | AST  | Astana Qazaqstan Team             |
| 21-27   | BOH  | Bora-Hansgrohe                    |
| 31-37   | EFE  | EF Education-EasyPost             |
| 41-47   | TJV  | Jumbo-Visma                       |
| 51-57   | SOQ  | Soudal Quick-Step                 |
| 61-67   | JAY  | Team Jayco AlUla                  |
| 71-77   | TFS  | Trek-Segafredo                    |
| 81-87   | BWB  | Bingoal WB                        |
| 91-97   | BEB  | Bolton Equities Black Spoke       |
| 101-107 | EOK  | Eolo-Kometa Cycling Team          |
| 111-117 | GBF  | Green Project-BardianiCSF-Faizanè |

| N.      | Cod. | Squadra                            |
| ------- | ---- | ---------------------------------- |
| 121-127 | IPT  | Israel-Premier Tech                |
| 131-137 | Q36  | Q36.5 Pro Cycling Team             |
| 141-147 | COR  | Team Corratec                      |
| 151-157 | TUD  | Tudor Pro Cycling Team             |
| 161-167 | BTC  | Beltrami TSA Tre Colli             |
| 171-177 | GEF  | General Store-Essegibi-F.lli Curia |
| 181-187 | GSS  | GW Shimano-Sidermec                |
| 191-197 | MGK  | MG.K Vis Colors for Peace          |
| 201-207 | SDO  | Sofer-Savini Due-OMZ               |
| 211-217 | TER  | Technipes #inEmiliaRomagna         |
| 221-227 | IWD  | Work Service-Vitalcare-Dynatek     |

## Dettagli delle tappe

### 1ª tappa
- 21 marzo: Riccione > Riccione – 161,8 km

Risultati
| Pos. | Corridore     | Squadra | Tempo    |
| ---- | ------------- | ------- | -------- |
| 1    | Rémi Cavagna  | Soudal  | 4h03'03" |
| 2    | Mauro Schmid  | Soudal  | a 32"    |
| 3    | Rick Pluimers | Tudor   | s.t.     |

| Pos. | Corridore     | Squadra | Tempo    |
| ---- | ------------- | ------- | -------- |
| 1    | Rémi Cavagna  | Soudal  | 4h02'53" |
| 2    | Mauro Schmid  | Soudal  | a 36"    |
| 3    | Rick Pluimers | Tudor   | a 38"    |

### 2ª tappa
- 22 marzo: Riccione > Longiano – 172,5 km

Risultati
| Pos. | Corridore      | Squadra | Tempo    |
| ---- | -------------- | ------- | -------- |
| 1    | Sean Quinn     | EF      | 4h18'42" |
| 2    | Mauro Schmid   | Soudal  | s.t.     |
| 3    | Walter Calzoni | Q36.5   | s.t.     |

| Pos. | Corridore      | Squadra | Tempo    |
| ---- | -------------- | ------- | -------- |
| 1    | Mauro Schmid   | Soudal  | 8h22'05" |
| 2    | Sean Quinn     | EF      | a 2"     |
| 3    | Walter Calzoni | Q36.5   | a 8"     |

### 3ª tappa
- 23 marzo: Forlì > Forlì – 139,7 km

Risultati
| Pos. | Corridore          | Squadra | Tempo    |
| ---- | ------------------ | ------- | -------- |
| 1    | Ben Healy          | EF      | 3h29'06" |
| 2    | Domenico Pozzovivo | Israel  | s.t.     |
| 3    | Mark Padun         | EF      | s.t.     |

| Pos. | Corridore      | Squadra | Tempo     |
| ---- | -------------- | ------- | --------- |
| 1    | Mauro Schmid   | Soudal  | 11h51'36" |
| 2    | Walter Calzoni | Q36.5   | a 8"      |
| 3    | James Shaw     | EF      | a 12"     |

### 4ª tappa
- 24 marzo: Fiorano Modenese > Fiorano Modenese – 168,8 km

Risultati
| Pos. | Corridore     | Squadra    | Tempo    |
| ---- | ------------- | ---------- | -------- |
| 1    | Alexis Guérin | Bingoal WB | 4h05'29" |
| 2    | Mauro Schmid  | Soudal     | a 3"     |
| 3    | James Shaw    | EF         | s.t.     |

| Pos. | Corridore      | Squadra | Tempo     |
| ---- | -------------- | ------- | --------- |
| 1    | Mauro Schmid   | Soudal  | 15h57'02" |
| 2    | James Shaw     | EF      | a 14"     |
| 3    | Walter Calzoni | Q36.5   | a 28"     |

### 5ª tappa
- 25 marzo: Carpi > Carpi – Cronometro individuale – 18,6 km

Risultati
| Pos. | Corridore       | Squadra | Tempo  |
| ---- | --------------- | ------- | ------ |
| 1    | Rémi Cavagna    | Soudal  | 22'12" |
| 2    | Michael Hepburn | Jayco   | a 18"  |
| 3    | Ben Healy       | EF      | a 19"  |

| Pos. | Corridore    | Squadra | Tempo     |
| ---- | ------------ | ------- | --------- |
| 1    | Mauro Schmid | Soudal  | 16h19'55" |
| 2    | James Shaw   | EF      | a 16"     |
| 3    | Ben Healy    | EF      | a 22"     |

## Evoluzione delle classifiche
| Tappa              | Vincitore          | Classifica generale Maglia bianca | Classifica scalatori Maglia verde | Classifica a punti Maglia rossa | Classifica giovani Maglia arancione | Classifica a squadre  |
| ------------------ | ------------------ | --------------------------------- | --------------------------------- | ------------------------------- | ----------------------------------- | --------------------- |
| 1ª                 | Rémi Cavagna       | Rémi Cavagna                      | Didier Merchán                    | Rémi Cavagna                    | Rick Pluimers                       | Soudal Quick-Step     |
| 2ª                 | Sean Quinn         | Mauro Schmid                      | Marco Murgano                     | Mauro Schmid                    | Sean Quinn                          | EF Education-EasyPost |
| 3ª                 | Ben Healy          | Mauro Schmid                      | Marco Murgano                     | Mauro Schmid                    | Walter Calzoni                      | EF Education-EasyPost |
| 4ª                 | Alexis Guérin      | Mauro Schmid                      | Alexis Guérin                     | Mauro Schmid                    | Walter Calzoni                      | EF Education-EasyPost |
| 5ª                 | Rémi Cavagna       | Mauro Schmid                      | Alexis Guérin                     | Mauro Schmid                    | Ben Healy                           | EF Education-EasyPost |
| Classifiche finali | Classifiche finali | Mauro Schmid                      | Alexis Guérin                     | Mauro Schmid                    | Ben Healy                           | EF Education-EasyPost |

Maglie indossate da altri ciclisti in caso di due o più maglie vinte
- Nella 2ª tappa Mauro Schmid ha indossato la maglia rossa al posto di Rémi Cavagna.
- Nella 3ª tappa Rémi Cavagna ha indossato la maglia rossa al posto di Mauro Schmid.
- Nella 4ª e 5ª tappa Ben Healy ha indossato la maglia rossa al posto di Mauro Schmid.

## Classifiche finali

### Classifica generale - Maglia bianca
| Pos. | Corridore          | Squadra | Punti     |
| ---- | ------------------ | ------- | --------- |
| 1    | Mauro Schmid       | Soudal  | 16h19'55" |
| 2    | James Shaw         | EF      | a 16"     |
| 3    | Ben Healy          | EF      | a 22"     |
| 4    | Mark Padun         | EF      | a 1'07"   |
| 5    | Leo Hayter         | Ineos   | a 1'19"   |
| 6    | Domenico Pozzovivo | Israel  | a 1'35"   |
| 7    | Ben Zwiehoff       | Bora    | a 1'52"   |
| 8    | Sean Quinn         | EF      | a 1'56"   |
| 9    | Walter Calzoni     | Q36.5   | a 1'57"   |
| 10   | Gianluca Brambilla | Q36.5   | a 2'10"   |

### Classifica scalatori - Maglia verde
| Pos. | Corridore         | Squadra    | Punti |
| ---- | ----------------- | ---------- | ----- |
| 1    | Alexis Guérin     | Bingoal WB | 28    |
| 2    | Lennert Teugels   | Bingoal WB | 24    |
| 3    | Marco Murgano     | Corratec   | 23    |
| 4    | Jhonatan Restrepo | GW Shimano | 16    |
| 5    | Ben Healy         | EF         | 14    |

### Classifica a punti - Maglia rossa
| Pos. | Corridore          | Squadra | Punti |
| ---- | ------------------ | ------- | ----- |
| 1    | Mauro Schmid       | Soudal  | 28    |
| 2    | Ben Healy          | EF      | 13    |
| 3    | Domenico Pozzovivo | Israel  | 12    |
| 4    | James Shaw         | EF      | 11    |
| 5    | Rémi Cavagna       | Soudal  | 10    |

### Classifica giovani - Maglia arancione
| Pos. | Corridore      | Squadra | Punti     |
| ---- | -------------- | ------- | --------- |
| 1    | Ben Healy      | EF      | 16h20'17" |
| 2    | Leo Hayter     | Ineos   | a 57"     |
| 3    | Sean Quinn     | EF      | a 1'33"   |
| 4    | Walter Calzoni | Q36.5   | a 1'35"   |
| 5    | Tijmen Graat   | Jumbo   | a 1'50"   |

### Classifica a squadre
| Pos. | Squadra                         | Tempo     |
| ---- | ------------------------------- | --------- |
| 1    | EF Education-EasyPost           | 49h00'46" |
| 2    | Jumbo-Visma                     | a 6'30"   |
| 3    | Gr. Project-BardianiCSF-Faizanè | a 12'10"  |
| 4    | Soudal Quick-Step               | a 13'19"  |
| 5    | Eolo-Kometa Cycling Team        | a 14'34"  |